# Kąty Drugie
Kąty Drugie – wieś w Polsce położona w województwie lubelskim, w powiecie zamojskim, w gminie Szczebrzeszyn.
| SIMC    | Nazwa      | Rodzaj      |
| ------- | ---------- | ----------- |
| 0900755 | Wymysłówka | osada leśna |

W latach 1975–1998 miejscowość administracyjnie należała do województwa zamojskiego.
Wieś jest sołectwem w gminie Szczebrzeszyn. Według Narodowego Spisu Powszechnego z roku 2011 wieś liczyła 92 mieszkańców.
Wierni Kościoła rzymskokatolickiego należą do parafii św. Stanisława w Wielączy.

## Historia
Kąty (dziś Kąty Pierwsze i Kąty Drugie) w końcu XIX wieku stanowiły dobra składające się ze wsi i folwarku powiecie zamojskim, ówczesnej gminie Mokre, parafii Wielącza. Według nomenklatury administracji sądowej leżą w I okręgu sądowym. Dobra należą do ordynacji zamojskiej obejmując 12 760 mórg przestrzeni.
Od Zamościa oddalone wiorst 11 od gminy 9 wiorst. W roku 1882 wieś liczyła domów dworskich 2, włościańskich 35. W ogólnej liczbie ludności 217: katolickiej było 206 a Rusinów 11. Włościanie gospodarowali na 491 morgach. Według noty słownika grunt był ciężki, borowina na pokładzie opoki, łąk nie ma zupełnie.
Folwark Kąty wraz z folwarkiem Wielącza, Wieprzec, Wólka Wieprzecka, Zawada, Zarzecze, Lipsko, Mokre, Niedzielska i Płoskie, należą do dóbr ordynacji zamojskiej Białowola łącznie było to domów 45 na rozległości ogólnej 24 499 mórg.